# Comte (título de nobleza)
Comte es un título de la nobleza francesa. En español, el título es conde, un puesto dentro de varias noblezas europeas. El puesto correspondiente en Inglaterra es Earl. El puesto comte se encuentra jerárquicamente bajo el Marquis o Margrave (el francés tiene dos palabras equivalentes para el mismo título) y sobre el Vizconde.